# Коваленко, Александр Игоревич
Александр Игоревич Коваленко (род. 8 августа 2003, Москва) — российский футболист, полузащитник «Сочи».

## Биография
Внук футболиста Александра Коваленко, чемпиона СССР 1973 года в составе ереванского «Арарата». Со слов Коваленко, его мать — армянка, «отец наполовину армянин, наполовину украинец».
В сезоне 2020/21 за молодёжную команду «Чертаново» провёл 17 матчей и забил 6 голов в юношеской лиге, а также 16 матчей и 2 гола — в молодёжном первенстве.
В сезоне 2021/22 за молодёжную команду «Чертаново» провёл 7 матчей и забил 1 гол в юношеской лиге, а уже 24 июля 2021 года дебютировал ФНЛ-2 в матче против дзержинского «Химика» (0:0).
6 февраля 2022 года подписал контракт с клубом РПЛ «Крылья Советов». 6 марта дебютировал в чемпионате, выйдя на замену, в матче 20-го тура против «Арсенала» (2:2), а уже 10 апреля впервые вышел в стартовом составе в матче 24-го тура РПЛ против команды «Урал» 1:0.
25 июля 2022 года подписал контракт с клубом «Сочи», но на правах аренды продолжил выступать в самарских «Крыльях Советов».
27 августа забил первый гол в высшем дивизионе клубу «Ахмат».
7 сентября 2022 года был включён в расширенный список сборной России, а 15 сентября вызван на учебно-тренировочный сбор сборной России и товарищеский матч со сборной Кыргызстана. 24 сентября дебютировал за национальную сборную России в товарищеском матче со сборной Кыргызстана.
16 ноября 2022 дебютировал в молодёжной сборной России против сверстников из Сербии.
3 декабря 2022 года сыграл в матче звёзд кубка России.
30 июня 2023 года подписал контракт с клубом РПЛ «Зенит» (Санкт-Петербург).
16 августа 2024 года стал игроком «Оренбурга», заключив контракт на три года. Дебютировал за клуб на следующий день, выйдя в основном составе в выездном матче пятого тура РПЛ против «Ростова» и сделал голевую передачу.
25 июдя 2025 года вернулся в «Сочи», заключив контракт на четыре года.

## Достижения
«Зенит»
- Чемпион России: 2023/24
- Обладатель Кубка России: 2023/24
- Обладатель Суперкубка России: 2023

## Клубная статистика
| Выступление      | Выступление      | Выступление      | Лига | Лига | Кубки | Кубки | Итого | Итого |
| Клуб             | Лига             | Сезон            | Игры | Голы | Игры  | Голы  | Игры  | Голы  |
| ---------------- | ---------------- | ---------------- | ---- | ---- | ----- | ----- | ----- | ----- |
| Чертаново        | ФНЛ-2            | 2021/22          | 13   | 0    | 1     | 0     | 14    | 0     |
| Чертаново        | Итого            | Итого            | 13   | 0    | 1     | 0     | 14    | 0     |
| Крылья Советов   | РПЛ              | 2021/22          | 12   | 0    | —     | —     | 12    | 0     |
| Крылья Советов   | РПЛ              | 2022/23          | 23   | 1    | 7     | 1     | 30    | 2     |
| Крылья Советов   | Итого            | Итого            | 35   | 1    | 7     | 1     | 42    | 2     |
| Зенит (СПб)      | РПЛ              | 2023/24          | 4    | 0    | 5     | 0     | 9     | 0     |
| Зенит (СПб)      | Итого            | Итого            | 4    | 0    | 5     | 0     | 9     | 0     |
| Всего за карьеру | Всего за карьеру | Всего за карьеру | 52   | 1    | 13    | 1     | 65    | 2     |

## Выступления в сборной
| Номер | Дата       | Соперники  | Статус | Счёт | Статистика | Источник |
| ----- | ---------- | ---------- | ------ | ---- | ---------- | -------- |
| 1     | 24.09.2022 | Кыргызстан | т.м.   | 2:1  | 45' ( 46') | [ 19 ]   |